# 马克·塞尔比
马克·塞爾比，MBE（英語：Mark Selby，1983年6月19日—），出生于英国萊斯特，是一位现役职业斯诺克选手， 前世界冠軍（球王），並且在此寶座長達七個賽季。他是4屆斯诺克世界锦标赛冠軍，3屆大師賽冠軍，2屆英國錦標賽冠軍。為史上第6位能夠贏得斯诺克三大赛（大滿貫）兩次的球手。
賽爾比以無敵的心理素質、堅強的耐性和絕佳防守能力見稱，同時也是出色連續得分能手。職業生涯共計有超過800次單杆破百，其中包含6桿147。使用的球桿為Stamford S1。
賽爾比在出道早期也是美式撞球選手，也因此跟其妻子結識。與著名英式、中式八球世界冠軍加雷斯·大衛·波茨是連襟關係。他更曾經贏得2006年WEPF世界八號球錦標賽冠軍和眾星雲集的2015年中式八球世界錦標賽亞軍。

## 职业生涯

### 早期(1999-2006)
在2002至2004年，塞尔比三次止步于斯诺克世界锦标赛资格赛最后一轮。在2005年，塞尔比首次晉身斯诺克世锦赛正赛，但在首轮以5:10不敌约翰·希金斯。在2006年斯诺克世锦赛首轮，塞尔比以10:4淘汰夺冠大热门约翰·希金斯，在第二轮中以8:13不敌马克·威廉姆斯。赛季末排名上升到第28。

### 突破(2007-2011)
2007年的斯诺克世锦赛是塞尔比职业生涯的一个转折点。他从资格赛打起，進入决赛，最后获得亚军。首轮在0:5落后的情况下，连扳8局逆转斯蒂芬·李。第二轮以13:8的比分淘汰前斯诺克世锦赛冠军彼得·艾伯顿，并奉献了五杆破百的精彩表演。半準决赛苦战九个小时，以13:12的比分击败阿利斯特·卡特；在準决赛与肖恩·墨菲的对决中，塞尔比曾以14：16落后，但坚定的意志使他完成了大逆转，这场胜利把塞尔比推上了职业生涯的顶峰，也使他首次跻身世界排名前16的顶尖选手行列。在决赛前两节，塞尔比由于经验不足被希金斯抓住机会打了个4:12。但塞尔比并没有放弃，在第三阶段连下6局，将比分扳为10:12，继而追至13:14，塞尔比最终没能将这次大逆转进行到底，最終局數为13:18。
2008年1月，塞尔比首次受邀参加温布利大师赛，並進入决赛。在决赛中以10:3的比分击败斯蒂芬·李，四度完成单杆破百。同时，他还创造了一个尘封19年的记录——成为在1989年亨得利之后，首次参加温布利大师赛即获冠军的选手。2008年2月, 在威尔士公开赛中，塞尔比延续了良好状态，在决赛中挽救了4个赛末局点，以9：8击败罗尼·奥沙利文。这也是他的首个职业排名赛冠军。
塞尔比的成绩繼續稳中有升，2009年获得了温布利大师赛亚军，世界锦标赛8强；2010温布利大师赛冠军，世锦赛4强；2011德国大师赛亚军，中国公开赛亚军，世界锦标赛8强。

### 世界第一(2011-現今)
在2011年上海大师赛中，塞尔比以10：9逆转马克·威廉姆斯，获得了职业生涯中的第二个排名赛冠军，并以此登上了世界第一的宝座。
2012年12月，在司諾克英國錦標賽中，塞尔比以9-4擊敗馬克·戴維斯，個人首度殺進英錦賽決賽，同時在積分榜上超越卓林普，重返世界第一。在決賽中，塞尔比苦戰8個小時，以10-6戰勝肖恩·墨菲，首奪該項傳統大賽的冠軍。
2013年1月，在倫敦大師賽（原溫布利大師賽）決賽上，塞尔比以10-6擊敗尼爾·羅伯遜，獲得個人第三座大師賽冠軍獎杯。12月，馬克·塞爾比在司諾克英國錦標賽半決賽的第七局中，轟出單桿147滿分桿，但在決賽中不敵尼爾·羅伯遜，獲得亞軍。

### 生涯巔峰(2014-現今)
2014年5月，在斯诺克世界锦标赛中，馬克·塞爾比依次戰勝邁克爾·懷特、阿里斯特·卡特、阿蘭·麥克馬努斯、尼爾·羅伯遜，闖進決賽。在決賽中，馬克·塞爾比在5-10落後的局面下，逆轉戰勝羅尼·奧沙利文，首度奪得世界冠軍。同時，馬克·塞爾比在賽季末奪回世界第一的稱號，成為第9位實現三大賽滿貫的球員。
2015年2月，在德國大師賽決賽中，馬克·塞爾比以9-7擊敗肖恩·墨菲，獲得冠軍，並且重返世界第一。 4月，馬克·塞爾比在中國公開賽中淘汰威爾森，奪得個人第6個排名賽冠軍。
2016年4月，在斯诺克世界锦标赛中，馬克·塞爾比連續淘汰米·爾金斯、薩姆·貝爾德、威爾遜、傅家俊闖進決賽，並在決賽中，以18-14戰勝丁俊暉，第二次奪得世錦賽冠軍，同時也成為80後世錦賽雙冠第一人。8月，馬克·塞爾比在保羅·亨特經典賽決賽中，以4-2戰勝了湯姆·福德，獲得冠軍。10月，馬克·塞爾比在國錦賽中以10-1淘汰丁俊暉，個人首次奪得國錦賽冠軍。 12月，在司諾克英國錦標決賽中，馬克·塞爾比以10-7戰勝羅尼·奧沙利文，職業生涯第二次登頂英錦賽，完成了雙圈大滿貫（世錦賽，英錦賽，大師賽兩次奪冠）。 
2017年5月，在世界司諾克錦標賽決賽階段中，馬克·塞爾比在4-10落後情況下，後來居上，最終以18-15擊敗4屆世界冠軍約翰·希金斯，繼2014年和2016年之後，職業生涯第3次問鼎世錦賽冠軍，創職業生涯新高。塞爾比成為繼亨德利、奧沙利文和戴維斯之後在克魯斯堡實現衛冕的第一人，拿到37萬5千鎊冠軍獎金的同時刷新了單賽季獲獎金數記錄，單賽季五冠的平紀錄成績以及12項排名賽冠軍包括三個世錦賽頭銜使其成為了80後球員的領軍人物，桌球史上其中一位最成功球手。
11月5日，2017-2018賽季司諾克大慶國錦賽決賽中，塞爾比10-7力克艾倫，成功奪冠實現衛冕，將收穫15萬鎊冠軍獎金。塞爾比奪生涯排名賽第13冠，追平丁俊暉並列80後榜首。 
2018年10月1日，塞爾比在恆大世界司諾克中國錦標賽，以10比9戰勝“蘇格蘭男巫”希金斯，獲得冠軍獎杯。
2023年4月30日，塞爾比在世錦賽決賽第16局中打出滿分桿，是他第一個在世錦賽的滿分桿，也是第一個在世錦賽決賽打出滿分桿的球手。最後以局數18-15屈居亞軍。

## 球風
6屆世界冠軍斯蒂夫·戴维斯評價沙比為世界上最好的比賽型球手。他最大長處在於他擁有一個強大的心臟以及令對手頭疼的磨控戰略。在自己手感不佳情況，依靠拖慢比賽節奏以及強大的防守能力去控制比賽局面，壓制對手連續得分能力，在拉鋸戰中獲得更多上手機會，從而贏得一些讓外人感到根本無法贏得勝利的比賽。奧沙利文曾說狀態好的沙比固然強大，但狀態差的沙比則更加難以擊敗，並曾經在他2013年的自傳中稱沙比為「折磨者」(The Torturer)，來表達對上他的難纏和為他帶來的痛苦。不過奧沙利文近年對沙比的態度大為改變，多次稱沙比和希金斯為唯一尊敬的對手。
他打出和逃出士碌架的能力中球壇中首屈一指。前桌球世界冠軍和評述員丹尼斯·泰勒稱沙比為「Sat Nav Selby」來稱讚他強大的創意力和對角度的掌握能力。

## 生涯決賽

### 排名賽決賽：37次（24次冠軍）
| 圖例             |
| ---------------- |
| 世界錦標賽 (4–2) |
| 英國錦標賽 (2–1) |
| 其它賽事 (18–10) |

| 結果 | 次  | 年度 | 賽事             | 決賽對手      | 比數  |
| ---- | --- | ---- | ---------------- | ------------- | ----- |
| 亞軍 | 1.  | 2003 | 蘇格蘭公開賽     | 大衛·格雷     | 7–9   |
| 亞軍 | 2.  | 2007 | 世界錦標賽       | 約翰·希金斯   | 13–18 |
| 冠軍 | 1.  | 2008 | 威爾斯公開賽     | 羅尼·奧沙利文 | 9–8   |
| 亞軍 | 3.  | 2011 | 德國大師賽       | 馬克·威廉斯   | 7–9   |
| 亞軍 | 4.  | 2011 | 中國公開賽       | 賈德·川普     | 8–10  |
| 冠軍 | 2.  | 2011 | 上海大師赛       | 馬克·威廉斯   | 10–9  |
| 亞軍 | 5.  | 2012 | 威爾斯公開賽     | 丁俊暉        | 6–9   |
| 冠軍 | 3.  | 2012 | 英國錦標賽       | 肖恩·墨菲     | 10–6  |
| 亞軍 | 6.  | 2013 | 中國公開賽 (2)   | 尼爾·羅伯森   | 6–10  |
| 亞軍 | 7.  | 2013 | 英國錦標賽       | 尼爾·羅伯森   | 7–10  |
| 亞軍 | 8.  | 2014 | 世界公開賽       | 肖恩·墨菲     | 6–10  |
| 冠軍 | 4.  | 2014 | 世界錦標賽       | 羅尼·奧沙利文 | 18–14 |
| 冠軍 | 5.  | 2015 | 德國大師賽       | 肖恩·墨菲     | 9–7   |
| 冠軍 | 6.  | 2015 | 中國公開賽       | 加里·威爾森   | 10–2  |
| 冠軍 | 7.  | 2016 | 世界錦標賽 (2)   | 丁俊暉        | 18–14 |
| 冠軍 | 8.  | 2016 | 保羅·亨特經典賽  | 湯姆·福特     | 4–2   |
| 亞軍 | 9.  | 2016 | 上海大師赛       | 丁俊暉        | 6–10  |
| 冠軍 | 9.  | 2016 | 國際錦標賽       | 丁俊暉        | 10–1  |
| 冠軍 | 10. | 2016 | 英國錦標賽 (2)   | 羅尼·奧沙利文 | 10–7  |
| 冠軍 | 11. | 2017 | 中國公開賽 (2)   | 馬克·威廉斯   | 10–8  |
| 冠軍 | 12. | 2017 | 世界錦標賽 (3)   | 約翰·希金斯   | 18–15 |
| 冠軍 | 13. | 2017 | 國際錦標賽 (2)   | 馬克·艾倫     | 10–7  |
| 冠軍 | 14. | 2018 | 中國公開賽 (3)   | 巴里·霍金斯   | 11–3  |
| 冠軍 | 15. | 2018 | 中國錦標賽       | 約翰·希金斯   | 10–9  |
| 冠軍 | 16. | 2019 | 英格蘭公開賽     | 大衛·吉爾伯特 | 9–1   |
| 冠軍 | 17. | 2019 | 蘇格蘭公開賽     | 傑克·利索斯基 | 9–6   |
| 冠軍 | 18. | 2020 | 歐洲大師賽       | 馬丁·古爾德   | 9–8   |
| 冠軍 | 19. | 2020 | 蘇格蘭公開賽 (2) | 羅尼·奧沙利文 | 9–3   |
| 亞軍 | 10. | 2021 | 單局限時賽       | 瑞恩·戴       | 0–1   |
| 冠軍 | 20. | 2021 | 世界錦標賽 (4)   | 肖恩·墨菲     | 18–15 |
| 冠軍 | 21. | 2022 | 英格蘭公開賽 (2) | 路卡·布里塞爾 | 9–6   |
| 冠軍 | 22. | 2023 | WST經典賽        | 龐俊旭        | 6–2   |
| 亞軍 | 11. | 2023 | 世界錦標賽 (2)   | 路卡·布里塞爾 | 15–18 |
| 亞軍 | 12. | 2023 | 英國公開賽       | 馬克·威廉斯   | 7–10  |
| 冠軍 | 23. | 2024 | 英國公開賽       | 約翰·希金斯   | 10–5  |
| 冠軍 | 24. | 2025 | 威爾斯公開賽 (2) | 史蒂芬·馬奎爾 | 9–6   |
| 亞軍 | 13. | 2025 | 巡迴錦標賽       | 約翰·希金斯   | 8–10  |

### 小排名賽決賽：10次（7次冠軍）
| 結果 | 次 | 年度 | 賽事                | 決賽對手      | 比數 |
| ---- | -- | ---- | ------------------- | ------------- | ---- |
| 冠軍 | 1. | 2010 | 球員巡迴錦標賽第2站 | 巴里·品吉斯   | 4–3  |
| 冠軍 | 2. | 2011 | 保羅·亨特經典賽     | 馬克·戴維斯   | 4–0  |
| 冠軍 | 3. | 2012 | 保羅·亨特經典賽 (2) | 喬·斯威爾     | 4–1  |
| 亞軍 | 1. | 2012 | 安特衛普公開賽      | 馬克·艾倫     | 1–4  |
| 冠軍 | 4. | 2013 | 歐洲巡迴賽第6站     | 格林美·杜特   | 4–3  |
| 亞軍 | 2. | 2013 | 宜興公開賽          | 喬·佩里       | 1–4  |
| 亞軍 | 3. | 2013 | 鹿特丹公開賽        | 馬克·威廉斯   | 3–4  |
| 冠軍 | 5. | 2013 | 安特衛普公開賽      | 史蒂芬·馬奎爾 | 4–3  |
| 冠軍 | 6. | 2014 | 里加公開賽          | 馬克·艾倫     | 4–3  |
| 冠軍 | 7. | 2016 | 格地尼亞公開賽      | 馬丁·古爾德   | 4–1  |

### 非排名賽決賽：20次（12次冠軍）
| 圖例           |
| -------------- |
| 大師賽 (3–2)   |
| 超級聯賽 (0–1) |
| 其它賽事 (9–5) |

| 結果 | 次  | 年度 | 賽事             | 決賽對手      | 比數 |
| ---- | --- | ---- | ---------------- | ------------- | ---- |
| 亞軍 | 1.  | 2006 | 大師賽資格賽     | 史都華·賓漢   | 2–6  |
| 冠軍 | 1.  | 2007 | 華沙司諾克巡迴賽 | 約翰·希金斯   | 5–3  |
| 冠軍 | 2.  | 2008 | 大師賽           | 史蒂芬·李     | 10–3 |
| 亞軍 | 2.  | 2008 | 冠軍聯賽         | 喬·佩里       | 1–3  |
| 亞軍 | 3.  | 2008 | 江蘇精英賽       | 丁俊暉        | 5–6  |
| 亞軍 | 4.  | 2008 | 聖赫利爾巡迴賽   | 約翰·希金斯   | 3–6  |
| 亞軍 | 5.  | 2008 | 超級聯賽         | 羅尼·奧沙利文 | 2–7  |
| 亞軍 | 6.  | 2009 | 大師賽           | 羅尼·奧沙利文 | 8–10 |
| 亞軍 | 7.  | 2009 | 冠軍聯賽 (2)     | 賈德·川普     | 2–3  |
| 冠軍 | 3.  | 2010 | 大師賽 (2)       | 羅尼·奧沙利文 | 10–9 |
| 冠軍 | 4.  | 2010 | 六紅球世界錦標賽 | 里奇·沃登     | 8–6  |
| 冠軍 | 5.  | 2011 | 無錫精英賽       | 阿里·卡特     | 9–7  |
| 冠軍 | 6.  | 2012 | HK Spring Trophy | 安德魯·希金森 | 6–1  |
| 冠軍 | 7.  | 2013 | 大師賽 (3)       | 尼爾·羅伯森   | 10–6 |
| 亞軍 | 8.  | 2014 | 大師賽 (2)       | 羅尼·奧沙利文 | 4–10 |
| 冠軍 | 8.  | 2017 | 海寧公開賽       | 湯姆·福特     | 5–1  |
| 冠軍 | 9.  | 2018 | 海寧公開賽 (2)   | 李行          | 5–4  |
| 冠軍 | 10. | 2023 | 澳門大師賽第1站  | 阿里·卡特     | 6–3  |
| 冠軍 | 11. | 2024 | 冠軍聯賽         | 喬·奧康納     | 3–1  |
| 冠軍 | 12. | 2025 | 冠軍聯賽         | 奇倫·威爾森   | 3–0  |

## 赛场外的塞尔比
- 沙比有个绰号叫“莱斯特的小丑”，这是因为他生活在莱斯特，在赛场内外幽默风趣，而且他的球杆上印着小丑的图案。后来，人们就给他取了“小丑”这个昵称。
- 2011年5月24日，沙比和维基·莱顿在墨西哥举行了婚礼。
- 2014年11月，马克·塞尔比的妻子维基·莱顿为他生下一名女婴，正式为人父亲。[20]
- 沙比童年時已經是出身城市的足球會李斯特城足球會的球迷[21]。
- 曾出演中國綜藝山東衛視的《星球大戰》最後一期和浙江衛視的《來吧冠军第二季》第11期。